# Pierre Coulibeuf
Pierre Coulibeuf, né le 16 février 1949 à Elbeuf, est un plasticien et réalisateur français.

## Biographie
Après des études de lettres modernes au cours desquelles il consacre sa thèse de doctorat à Pierre Klossowski et Leopold von Sacher-Masoch, il réalise à partir de 1987 une trentaine de films, sur support argentique 16, Super16 et 35mm, dont beaucoup ont été sélectionnés dans des festivals internationaux. Il y adapte les univers d'artistes contemporains qui pratiquent d'autres disciplines : Pierre Klossowski, Michelangelo Pistoletto, Marina Abramovic, Michel Butor, Jean-Marc Bustamante, Jan Fabre, Meg Stuart, Angelin Preljocaj, entre autres, ont ainsi apporté leur concours au cinéaste. Depuis 2005, il présente également ses films, recomposés, sous forme d’installations (vidéo-photo) dans le réseau international de l’art contemporain. 
2005 : 5ème Biennale d'art contemporain du Mercosul, à Porto Alegre, Brésil (dans le pavillon international : Ilya Kabakov, Marina Abramovic, Stephen Vitiello, Pierre Coulibeuf), et rétrospective de ses films au Gasometer. 
2006 : Plusieurs expositions personnelles ont lieu en Allemagne, notamment aux Deichtorhallen-Haus der Photographie, à Hambourg, ainsi qu'une rétrospective cinéma dans plusieurs cinémathèques. En France, exposition d'une installation vidéo au Musée-Château d'Annecy. 
2007 : Fait partie de l'exposition d'ouverture du Museu Coleçao Berardo, à Lisbonne (Portugal). Exposition personnelle à La Rada-Centre d'art contemporain de Locarno, dans le cadre du Festival International du Film de Locarno, en Suisse. 
2008 : Expositions personnelles au Musée des Beaux-Arts de Brest (France) et au Stary Browar Art Center / Grażyna Kulczyk Foundation, à Poznań (Pologne). "Focus Pierre Coulibeuf" au festival Invideo/International Exhibition of Video Art and Cinema Beyond, à Milan (Italie). 
2009 : Expositions personnelles à La Casa Encendida, à Madrid (Espagne) et à la Fundaçao Iberê Camargo, à Porto Alegre (Brésil) qui lui commande un film en 35 mm et une installation vidéo-photo, cette dernière exposition faisant partie de l'Année de la France au Brésil. En France, exposition personnelle au Musée d'Art Moderne de Saint-Etienne (France). 
2010 : L'exposition personnelle au Musée d'Art Moderne de Saint-Etienne est présentée au Museu Coleçao Berardo, à Lisbonne (Portugal), puis au Musée des Beaux-Arts d'Ekaterinbourg (Russie) en partenariat avec le Centre national d'art contemporain d'Ekaterinbourg, dans le cadre de la 1ère Biennale industrielle d'art contemporain de l'Oural et de l'Année France-Russie. Artiste invité dans le parcours d'expositions "Promenade Project" mis en oeuvre par Lorand Hegyi dans différents pays en Europe. 
2011 : Expositions personnelles au Musée d'Art Contemporain de Perm (Russie) et au Centre d'art Oi Futuro, à Belo Horizonte (Brésil). Expositions collectives au Musée d'art contemporain d'Herzliya (Israël) et au MARGS/Musée d'Art du Rio Grande do Sul, à Porto Alegre (Brésil). 
2012 : Exposition personnelle au MOCA/Musée d'Art contemporain de Chengdu (Chine), dans le cadre du festival Croisements de l'Ambassade de France en Chine. Fait partie de l'exposition collective Open End présentée par la Collection Goetz à la Haus der Kunst, à Munich (Allemagne). 
2013 : Plusieurs expositions personnelles : au Musée d'Art Roger-Quilliot, à Clermont-Ferrand (France), en partenariat avec le festival Vidéoformes ; à Lux-Scène nationale de Valence (France) ; ainsi qu'à YUAN Space, à Pékin (Chine), dans le cadre du Festival Croisements de l'Ambassade de France en Chine. Pour cette exposition, Pierre Coulibeuf est sélectionné au Prix Art China 2013, dans la catégorie des artistes étrangers les plus influents en Chine (avec Andy Warhol, Marcel Duchamp, Nobuyoshi Araki, Shirin Neshat). 
2014 : Exposition personnelle au New Media Art Center of Sichuan Fine Arts Institute, à Chongqing (Chine), à l'invitation de l'artiste Zhang Xiaotao, et dans le cadre du 50ème anniversaire des relations diplomatiques entre la France et la Chine. 
2015 : Le Times Museum, à Guangzhou (Chine), organise une rétrospective de ses films. 
2016 : Résidence artistique et exposition personnelle au Verksmidjan Art Center, à Hjalteyri (Islande). 
2017 : Artiste en résidence à la Emily Harvey Foundation, à Venise (Italie). Programmation de ses films au Teatrino du Palazzo Grassi. Exposition personnelle au Reykjavik Art Museum (Islande), et programmation de ses films dans le cadre du Reykjavik International Film Festival. 
2018 : Exposition personnelle au palais Jacques-Cœur à Bourges (France), et programmation de ses films à l'Ensa de Bourges et au cinéma de la Maison de la Culture de Bourges. 
2019 : Lauréat des Résidences Sur Mesure de l'Institut Français. Exposition personnelle à l'Abbaye de Neumünster, à l'invitation d'EMOP/Mois Européen de la Photographie, à Luxembourg. Plusieurs expositions personnelles à Saint-Pétersbourg, en Russie (The Marble-Palace-State Russian Museum ; Bolshoi Drama Theater ; et projections cinéma avec 'artist talk' à Manège-Central Exhibition Hall). 
2020 : Artiste en résidence à neimënster, Luxembourg. Exposition collective au Museu Coleçao Berardo, à Lisbonne (Portugal). 
2021: Artiste en résidence à neimënster, à Luxembourg. Expositions collectives au Museu Coleçao Berardo, à Lisbonne (Portugal) ; à l'Instituto Tomie Ohtake, à Sao Paulo (Brésil), à la Maison de Balzac, à Paris (France). 
2022 : Exposition personnelle à la Galeria Foco, à Lisbonne (Portugal), dans le cadre de la Saison France-Portugal 2022. Son film Enigma est sélectionné au LuxFilmFest (Luxembourg), au Festival Côté Court, à Pantin (France), au FUSO International Video Art Festival. Exposition personnelle à neimënster, Luxembourg. Invité en tant qu'artiste international à la Biennale de la Photographie de Vila Franca de Xira (Portugal) avec Gary Hill et Batia Suter.

## Filmographie (partielle)

### Courts métrages
- 1988 : Klossowski, peintre-exorciste
- 1989 : Le Gai savoir de Valerio Adami
- 1990 : Alechinsky sur Rhône
- 1991 : P.A.B. l'enchanteur : portrait de Pierre-André Benoît
- 1993 : Le Bureau de l'homme noir
- 1995 : Le Démon du passage[3]
- 1998 : Cartographie
- 2002 : Lost Paradise
- 2005 : Amour Neutre
- 2006 : Pavillon noir
- 2008 : Magnetic Cinema
- 2009 : Dédale
- 2017 : The Panic Monkey
- 2022 : Enigma

### Longs métrages
- 1993 : C’est de l’art
- 1997 : Le Grand récit
- 1998 : L'Homme noir
- 1999 : Balkan Baroque
- 1999 : Michel Butor Mobile
- 2002 : Les Guerriers de la beauté
- 2004 : Somewhere in Between
- 2013 : Doctor Fabre Will Cure You (portrait fictif de l’artiste flamand Jan Fabre)

## Distinction
- 2001 :  Chevalier de l'ordre des Arts et des Lettres